# SIBO
Pour les articles homonymes, voir Sibo.
 (octobre 2023).
Si vous disposez d'ouvrages ou d'articles de référence ou si vous connaissez des sites web de qualité traitant du thème abordé ici, merci de compléter l'article en donnant les références utiles à sa vérifiabilité et en les liant à la section « Notes et références ».
SIBO (Sixteen Bit Organiser) est un Système d'exploitation développé par Psion. Il fonctionnait notamment sur les séries 3 et Siena.
Il possédait quelques caractéristiques intéressantes pour l’époque : un processeur 16 bits, multitâche préemptif et une mémoire linéaire de 256  à   512 kilo-octets.
Son successeur a été le système EPOC.